# Sőtér Kálmán
Sőtér Kálmán (született: Schrinff) (Csúz, 1834. október 11. – Nyitrakoros, 1915. szeptember 15.) méhész, méhészeti szakíró.

## Életpályája
Apja az esztergomi káptalan birtokán gazdatiszt volt. A gimnázium 7. osztálya után papi szemináriumba jelentkezett és Nagyszombatban fejezte be a gimnáziumot, majd teológiát hallgatott Esztergomban. Innen 1855-ben kilépett, és 1858-tól 16 évig Scitovszky esztergomi érsek gazdasági írnoka, fogalmazója, gazdasági intézője lett. 16 évi szolgálat után nyugalomba vonulva, Inámban (Hont vármegye) telepedett le, ahol 1874-ben egy országos hírűvé vált, téglából épült méhest alapított. A méhészeti világirodalom legterjedelmesebb (2000 oldalnál nagyobb) és egyik legalaposabb szakkönyvének szerzője. A méh és világa című, két kötetes művét ma is a méhészkedők egyik „bibliájaként” tartja számon a szakirodalom. Sőtér Kálmánt Ambrózy Béla is a legnagyobb magyar méhésznek nevezte. Ezen kívül sok cikket írt szaklapokba, a Méhészet c. lap főmunkatársa volt. Élete végén megvakult. Öregkorában, 1912 után Nyitrakoroson húzódott meg Förster bárónál, s itt is halt meg. Sőtér az inámi birtokát a kúriával együtt átíratta keresztfiára, Horváth Bélára. A méhes 1935 után megszűnt működni, nem messze tőle új, téglalap alakú méhest építettek.

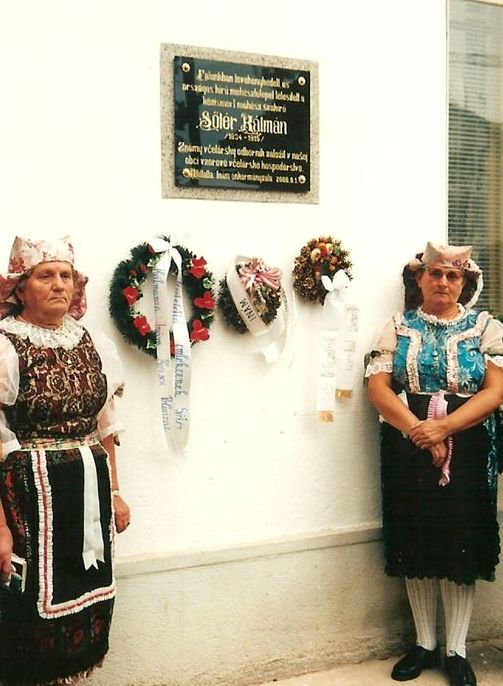
Sőtér Kálmán emléktáblájának megkoszorúzása az inámi községháza falán a hagyományos mézfesztivál kezdeteként

Sőtér mézkészítési eljárásának különlegessége a kisméretű mézkeret volt, melybe a lépeket rakták, mindezt közvetlenül a méhkasba helyezték a méhek ki- és berepülésének a nyílásán keresztül, mivel a felső, legömbölyített részt nem emelték le. A mézkészítést a méhkasban pálcára erősített bőrrel vizsgálták.

## Társasági, egyesületi tagsága
- A Magyar Országos Méhészeti Egyesület alapító tagja és alelnöke volt.
- Az Erdélyrészi Méhész Egylet tiszteletbeli tagja volt.

## Műveiből
- A méhek mérge In: Természettudományi Közlemények, 1890.
- A méh és világa (1. kötete Kolozsvár, 1895.; 2. kötete Budapest, 1908.)

## Emlékezete
- Inámban (ma Dolinka) Sőtér Kálmán tiszteletére 2000. szeptember 1-je óta minden évben mézfesztivált rendeznek, szentmisén adva hálát a méhészek védőszentjének, Szent Ambrusnak.
- A községháza falán 2000. szeptember 1-jén leplezték le a kétnyelvű emléktáblát, amely Sőtér Kálmán működését méltatja.
- Sőtér Kálmán Polgári Társulás alakult Inámban. (Hivatalos megnevezése: Občianské združenie Kálmána Sőtéra).
- Szentes és környéke „Sőtér Kálmán" Méhész Egyesület felvette nevét.
- Gödöllő városában utcát neveztek el róla.